# Dylan Ryder
Dylan Ryder (Fresno, 23 febbraio 1981) è un'ex attrice pornografica statunitense.

## Biografia
Shannon Marie Lybarger è nata a Fresno in California e ha origini tedesche e italiane. Ha due sorelle gemelle minori, Jocelyn e Jillian Lybarger, ex artiste marziali miste professioniste.
Negli anni scolastici eccelleva nel nuoto e dall'età di 8 anni fino al primo anno di liceo partecipava a campionati di pallanuoto. A 18 anni inizia a fare l'infermiera e successivamente diventa una consulente per la riabilitazione dalla droga e dall'alcol per i detenuti in California.

### Carriera
Il suo primo approccio al mondo del porno è grazie ad un'amica, che nei fine settimana girava scene pornografiche. Scoperta la cosa ed essendo attratta dai facili guadagni che il mondo del porno poteva offrirle, a 23 anni nel 2004 mandò delle foto ad un'azienda di film per adulti.
Scelse il suo nome d'arte guardando una rivista pornografica leggendo il nome "Dylan" e la frase "Ride Her". Le sue prime scene furono per Reality Kings nel 2004. Nonostante i guadagni e il divertimento nella nuova professione, dopo appena 7 mesi lascia il porno per diventare un agente carcerario in Arizona.
Nel 2008 torna in California e, dopo essersi sottoposta ad un intervento di mastoplastica additiva, riprende la carriera pornografica.
Nel 2010 collabora alla scrittura del libro Porn - Philosophy for Everyone: How to Think With Kink, di cui è coautrice del capitolo 1. Sempre nel 2010, per il suo sito internet, ha intervistato a Las Vegas alcune lottatrici di arti marziali miste ad un evento del Tuff-N-Uff Amateur Fighting Championsip, dove come concorrenti erano presenti anche le sorelle.
Nel marzo 2011 firma con la Bluebird Films un contratto esclusivo, scaduto poi nel 2012. Sempre nello stesso anno Complex l'ha classificata al 52º posto nella lista "Le 100 migliori pornostar più hot del momento".
Dopo essere arrivata seconda al concorso Miss Freeones, nel maggio 2012 annuncia il ritiro dall'industria pornografica.